# Omval (Alkmaar)
De Omval is een buurtschap in de gemeente Alkmaar, in de Nederlandse provincie Noord-Holland, in de polder Schermer.
De Omval ligt ten oosten van Alkmaar, in polder de Schermer, langs het Noordhollandsch Kanaal en aan het begin van het kanaal Omval-Kolhorn. De buurtschap is hier ontstaan omdat hier oorspronkelijk een brug over de Schermerringvaart was die via de Schermerweg de Schermer met de stad Alkmaar verbond. Sinds die brug is afgebroken en het autoverkeer over de Nieuwe Schermerweg en de provinciale weg N242 gaat is er geen rechtstreeks autoverkeer mogelijk tussen de stad Alkmaar en de Omval. Dit heeft er toe bijgedragen dat het oorspronkelijke karakter van de Omval is behouden.
De naam Omval is ontstaan omdat hier een overhaal was waar schuiten vanuit de Noordervaart van de Schermer over de dijk werden getrokken om verder te kunnen varen naar Alkmaar.
In het oorspronkelijke, westelijke, deel van de buurtschap Omval, dat al langer deel uitmaakt van de gemeente Alkmaar, liggen de straten Korte Schermerdijk, Omval en Westdijk, de postcodes hier beginnen met 1812.
Ten oosten van de ringweg van Alkmaar, de N242, staan nog huizen langs de Noordervaart. Deze nieuwere bebouwing uit de jaren 1930 wordt ook wel Omval Schermer genoemd. Dit deel behoorde tot 2015 bij de gemeente Schermer en wordt gerekend bij de woonplaats Stompetoren en heeft de postcode 1841 GA.
De Omval vormt een overgang tussen polder en stad en heeft enerzijds een landelijk of dorps karakter en is anderzijds door de nabijheid van de stad Alkmaar meer op de stad gericht dan de polderdorpen in de Schermer. Karakteristiek is de brede groenstrook met bomen, aan weerszijden de weg met lage, meest vrijstaande woningen en het brede dijklichaam.
In 1840 omvat de buurtschap Omval circa 30 huizen, tegenwoordig zijn er circa 55 huizen en 4 woonboten. Verder zijn er diverse bedrijven gevestigd, de bekendste zijn het restaurant en zalencentrum "Alkmaarse Poort", het tuincentrum Ranzijn en een filiaal van de bouwmarkt Gamma.
Stad: Alkmaar     

Dorpen: Driehuizen · Graft · Grootschermer · Koedijk (deels) · Markenbinnen · Noordeinde · Oost-Graftdijk · Oterleek · Oudorp · De Rijp · Schermerhorn · Starnmeer · Stompetoren · Ursem (deels) · West-Graftdijk · Zuidschermer 

Buurtschappen: Bergermeer · Kogerpolder (deels) · Omval · Nieuwpoort · De Nollen · De Weijdt 

Noord-Holland: Steden en dorpen      Nederland: Provincies · Gemeenten